# Naczelni dowódcy brytyjskich sił zbrojnych w Ameryce
Naczelny dowódca brytyjskich sił zbrojnych w Ameryce (ang. Commander-in-Chief, North America) – zwierzchnik sił brytyjskich sił zbrojnych w Ameryce Północnej. Stanowisko to istniało do 1859 roku. Po Konfederacji Kanady od 1875 roku jego następcami zostali Dowódcy Armii Kanadyjskiej.

## Naczelni dowódcy brytyjskich sił zbrojnych w Ameryce (1755–1859)
| Portret | Imię i nazwisko           | Objął urząd   | Opuścił urząd | Uwagi |
| ------- | ------------------------- | ------------- | ------------- | --- |
|         | Edward Braddock           | listopad 1754 | lipiec 1755   | Mianowanie na stanowisko dotarło do Braddocka w listopadzie. Pod Monongahelą został śmiertelnie ranny i zmarł 13 lipca 1755 r. |
|         | William Shirley           | lipiec 1755   | 1756          | Shirley był również królewskim gubernatorem Prowincji Massachusetts Bay; urząd przejął po śmierci Braddocka. Z powodu ograniczonego doświadczenia wojskowego jego kadencja naznaczona była nieudanymi ekspedycjami na pogranicze Nowej Francji oraz kłótniami z administratorem kolonialnym Williamem Johnsonem |
|         | John Campbell             | 1756          | 1757          | |
|         | James Abercrombie         | 1757          | 1758          | |
|         | Jeffery Amherst           | 1758          | 1763          | |
|         | Thomas Gage               | 1763          | 1773          | |
|         | wakat                     |               |               | |
|         | Thomas Gage               | 1774          | 1775          | |
|         | William Howe              | wrzesień 1775 | maj 1778      | |
|         | Henry Clinton             | maj 1778      | maj 1782      | |
|         | Guy Carleton              | maj 1782      | grudzień 1783 | |
|         | John Campbell of Strachur | 1783          | 1787          | |
|         | wakat                     | 1787          | 1799          | |
|         | Edward August Hanowerski  | 1799          | 1800          | |
|         | wakat                     | 1800          | 1811          | |
|         | George Prévost            | 1811          | 1838          | gubernator Dolnej Kanady w latach 1811–1815 |
|         | John Colborne             | 1838          | 1839          | |
|         | wakat                     | 1839          | 1846          | |
|         | Charles Murray Cathcart   | 1846          | 1849          | |
|         | William Rowan             | 1849          | 1855          | |
|         | wakat                     | 1855          | 1859          | |
|         | William Fenwick Williams  | 1859          | 1875          | |